# Physatocheila smreczynskii
Physatocheila smreczynskii, auch Ebereschen-Netzwanze genannt, ist eine Wanze aus der Familie der Netzwanzen (Tingidae).

## Merkmale
Die Wanzen werden 3,3 bis 3,9 Millimeter lang. Die Vertreter der Gattung Physatocheila haben nach unten gekrümmte Seitenränder am Pronotum und alle drei Kiele auf dem Pronotum reichen bis zum Kopf. Physatocheila smreczynskii ist Physatocheila dumetorum ähnlich, diese Art ist jedoch größer und hat mittig breitere Hemielytren. Der dunkel gefärbte Marginalbereich der Hemielytren besitzt bei Physatocheila smreczynskii drei und nicht zwei Reihen von Zellen. Bei der sehr seltenen Physatocheila harwoodi reicht der dunkle Marginalbereich nicht bis zum basalen Drittel der Hemielytren.

## Verbreitung und Lebensraum
Die Art ist in Europa ohne den hohen Norden und den Mittelmeerraum verbreitet. Im Osten reicht die Verbreitung nach Ostsibirien, China und Korea. In Deutschland ist die Art vor allem im norddeutschen Tiefland gebietsweise häufig, im Süden wird sie zunehmend viel seltener und tritt dort nur vereinzelt auf. In Österreich ist die Art vor allem aus dem Alpengebiet nachgewiesen. In Großbritannien ist die Art sehr selten und kommt nur im Süden Englands vor. Besiedelt werden Nahrungspflanzen, die sowohl in schattigen Wäldern, als auch frei stehen.

## Lebensweise
Die Tiere leben in Deutschland an der Vogelbeere (Sorbus aucuparia), weniger häufig auf der Kultur-Birne (Pyrus communis). In Großbritannien ist die Art auch auf flechtenbewachsenen Apfelbäumen nachgewiesen, in Osteuropa auf Gewöhnlicher Traubenkirsche (Prunus padus) und anderen holzigen Rosengewächsen (Rosaceae). Befinden sich viele Wanzen an den Pflanzen, werden die Einstichstellen an den Blattunterseiten punktförmig gelb und es verfärben sich die Blätter bereits im Sommer vorzeitig gelb. Die Entwicklung entspricht der der anderen Physatocheila-Arten. Die Weibchen legen ihre Eier am Rand in der Nähe von Adern auf der Unterseite der Blätter der Nahrungspflanzen ab.

## Belege